# Средно Нерези
 Тази статия е за квартала в Скопие.  За стружкото село вижте Нерези.  
Средно Нерези (на македонска литературна норма: Средно Нерези) е квартал на Скопие, столицата на Северна Македония.

## География
Част е от Община Карпош и е разположен в югозападната част на града на изток от Вардар и на юг от булевард „Македония“.

## История
В края на XIX век Средно Нерези е село в Скопска каза на Османската империя. Според статистиката на Васил Кънчов („Македония. Етнография и статистика“) към 1900 година в Нерѣзи живеят 260 българи християни и 300 арнаути мохамедани.
В началото на XX век цялото християнско население на селото е под върховенството на Българската екзархия. По данни на секретаря на екзархията Димитър Мишев („La Macédoine et sa Population Chrétienne“) в 1905 година в Нерези има 288 българи екзархисти.
На етническата си карта от 1927 година Леонард Шулце Йена показва Нерези като албанско село.
На етническата си карта на Северозападна Македония в 1929 година Афанасий Селишчев отбелязва Нерези като смесено българо-албанско село.
На преброяването в 2002 година е броено към Долно Нерези.